# A Lot Like Birds
A Lot Like Birds — американський постгардкор гурт, створений у Сакраменто, Каліфорнія. Гурт випустив чотири альбоми. Після виходу альбому 2011 року Conversation Piece A Lot Like Birds підписали контракт з Equal Vision Records і випустил третій студійний альбом 29 жовтня 2013 року. 17 лютого 2018 року гурт оголосив про своє останнє шоу на своїй сторінці у Facebook.

## Історія

### 2009–2010: заснування таPlan B
Гурт створили в Сакраменто, коли гітарист/вокаліст Майкл Франціно запросив місцевих музикантів до співпраці над альбомом. Результатом став дебютний альбом A Lot Like Birds під назвою Plan B. Випущений у 2009 році альбом був здебільшого інструментальним та експериментальним, включав валторни, струнні та гостьовий вокал на додаток до кричалого вокалу та постгардкорних аранжувань. Гурт розповсюджував його безкоштовно онлайн.
Після виходу альбому A Lot Like Birds сформували ядро з п’яти музикантів: Франціно та Бен Віачек (Vegan Discharge) на гітарі, Майкл Літтлфілд на басі, Джо Аррінгтон на барабанах і Корі Локвуд (Vegan Discharge) на вокалі. Інші музиканти, які брали участь в альбомі, з'являлися на живих виступах як запрошені виконавці, і гурт почав описувати себе як «команду з 5-8 учасників».

### 2011: залучення Курта Тревіса таConversation Piece
У січні 2011 року A Lot Like Birds підтвердили, що співак Курт Тревіс приєднається до гурту після того, як інформація вже просочилася в Інтернет. Тревіс, колишній фронтмен Dance Gavin Dance, спочатку планував співпрацювати з A Lot Like Birds для створення треку, але вирішив приєднатися, побачивши, наскільки добре він і гурт підходять один одному.
Невдовзі Тревіс започаткував зв’язки з Doghouse Records, а в квітні A Lot Like Birds оголосили, що підписали контракт з лейблом, незважаючи на те, що не мали жодної музики для демонстрації, крім Plan B. Перше демо, записане з Куртом Тревісом, було для пісні «Tantrum (Far from the Tree, the Apple Grow Rotten)», восьмихвилинної пісні з незвичною структурою, яка просочилася в Інтернет у березні, ще до того, як було оголошено про підписання контракту.
11 жовтня A Lot Like Birds випустили другий альбом, Conversation Piece. З більшим фокусом на вокалі, ніж в попередньому альбомі, Conversation Piece був менш експериментальним і більше зосередженим на елементах постгардкору. Загалом випуск був добре сприйнятий шанувальниками жанру. З другим альбомом гурт вирушив у перший американський тур із Just Like Vinyl та Dance Gavin Dance.

### 2012–2014: підписання контракту з Equal Vision іNo Place
8 серпня 2012 року було оголошено, що A Lot Like Birds підписали контракт з Equal Vision Records. 12 вересня 2013 року Equal Vision Records і A Lot Like Birds оголосили про вихід нового альбому <i id="mwNg">No Place</i> 29 жовтня. 4 жовтня вийшла нова пісня під назвою «Kuroi Ledge». 25 жовтня вийшов кліп на пісню «Next to Ungodliness».
No Place дебютував під номером 199 у Billboard 200 і під номером 6 у Heatseekers Album Chart. Альбом фокусується на ідеї «дому» та продовжує тему ліричного фокусу гурту та використання художнього читання у своїй музиці. Пісні з No Place висвітлюють те, що являє собою дім, а також емоційну прив’язаність або її відсутність у різних кімнатах будинку.
9 січня 2014 року вийшов анімаційний кліп на пісню «Connector».

### 2015–2017:DIVISI, сайд-проєкти та вихід Курта Тревіса
28 лютого 2015 року гурт оголосив, що басист Майкл Літтлфілд покинув гурт. 26 червня 2015 року під час туру гурт оголосив Метта Коута своїм новим басистом, а гітарист Майкл Франціно випустив дебютний повноформатний студійний альбом для свого сайд-проєкту. 20 лютого 2016 року гурт оголосив про вихід Курта Тревіса з гурту. Причиною виходу Тревіс назвав зміну напрямку гурту. За відсутності Тревіса Корі Локвуд брав уроки вокалу, щоб розширити свої вокальні здібності для нового альбому,  додатковий вокал виконав Метт Коут. 8 березня 2017 року гурт випустив відео-тизер до альбому під назвою DIVISI. Альбом вийшов 5 травня 2017 року.

### 2018: розпад
Гурт оголосив на своїй сторінці у Facebook, що розпадається після майже десяти років спільної праці.

### 2024: возз'єднання
12 грудня 2023 року гурт оголосив, що виконає одноразовий сет для возз’єднання на фестивалі Kill Iconic Fest, який пройде 23 березня 2024 року в The House of Blues в Анагаймі.
До складу гурту увійдуть вокаліст Курт Тревіс, гітарист Майкл Франціно і барабанщик Джозеф Аррінгтон, а також інші музиканти, які будуть запрошені спеціальними гостями.

## Склад гурту
Остаточний склад
- Корі Локвуд – вокал (2009–2018)
- Майкл Франціно — соло-гітара (2009–2018), вокал (2009–2011)[12]
- Бен Віачек — ритм-гітара (2009–2018)
- Джозеф Аррінгтон — ударні (2009–2018)
- Метт Коут — бас-гітара (2015–2018), вокал (2016–2018)

Колишні учасники
- Джулі Лайделл — клавішні, бек-вокал (2009)
- Метт Сандерленд — труби, ксилофони (2009)
- Тайлер Лайделл — ударні (2009)
- Атена Куміс — скрипки (2009–2010)
- Майкл Літтлфілд — бас-гітара (2009–2015)
- Курт Тревіс — вокал (2011–2016)

Шкала

## Дискографія
Студійні альбоми
- Plan B (2009)
- Conversation Piece (2011)
- No Place (2013)
- DIVISI (2017)

Музичні кліпи
- «Think Dirty Out Loud» (2011)
- «Vanity's Fair» (2013)
- «Next to Ungodliness» (2013)
- «Connector» (2014)
- «For Shelley (Unheard)» (2017)
- «The Sound of Us» (2017)
- «Trace the Lines» (2017)